# 能源科技博物館
能源科技博物館是立陶宛最大的科技博物館，致力於研究、展覽該國能源史、工業遺產和維爾紐斯歷史，占地約5,000平方（54,000平方英尺）。館內設有面向兒童的互動展覽，並設有跨領域科學的互動展品。
維爾紐斯第一座公用發電廠於1903年啟用，能源科技博物館存有當時的發電設備，包括蒸汽渦輪發動機、發電機、蒸氣鍋爐、水泵、管線與控制面板等。

## 外部連結
- 官方网站 （立陶宛文）